# Phaeochlaena obtecta
Phaeochlaena obtecta är en fjärilsart som beskrevs av Heinrich Benno Möschler 1877. Phaeochlaena obtecta ingår i släktet Phaeochlaena och familjen tandspinnare. Inga underarter finns listade i Catalogue of Life.